# Port lotniczy Norrköping
Port lotniczy Norrköping (IATA: NRK, ICAO: ESSP) – regionalny port lotniczy położony w Norrköping, w Szwecji.

## Linie lotnicze i połączenia
| Linia Lotnicza   | Kierunek                                                                                       |
| ---------------- | ---------------------------------------------------------------------------------------------- |
| Pegasus Airlines | Sezonowo: 1. Antalya                                                                           |
| TUI fly Nordic   | Sezonowe czartery: 1. Chania 2. Gran Canaria 3. Larnaka 4. Palma de Mallorca 5. Rodos 6. Split |